# Navolato
Navolato est une ville mexicaine, chef-lieu de la municipalité de Navolato dans l'État de Sinaloa. Elle est située sur la partie centrale de la côte de l'État bordant le golfe de Californie.
La municipalité compte 135 603 habitants au recensement de 2010, tandis que la ville compte 29 153 habitants. La ville est située à environ 25 km à l'ouest de Culiacán et est accessible par la route. La commune fait 2 285 km2 et comprend de nombreuses petites communautés en plus de la ville de Navolato ; les plus importantes d'entre elles sont les villes de Campo Gobierno et General Ángel Flores (La Palma) .
Le nom Navolato vient de la langue native nahuatl[Selon qui ?]. Les habitants de Navolato produisent de la canne à sucre, du maïs et d'autres produits agricoles. Les destinations touristiques à proximité sont Altata, Nuevo Altata et El Tambor.